# Polydora capensis
Polydora capensis är en ringmaskart som beskrevs av Francis Day 1955. Polydora capensis ingår i släktet Polydora och familjen Spionidae. Inga underarter finns listade i Catalogue of Life.